# Octomeria lobulosa
Octomeria lobulosa är en orkidéart som beskrevs av Heinrich Gustav Reichenbach. Octomeria lobulosa ingår i släktet Octomeria och familjen orkidéer. Inga underarter finns listade i Catalogue of Life.